# Topleț
Topleț – wieś w Rumunii, w okręgu Caraș-Severin, w gminie Topleț. W 2011 roku liczyła 2123 mieszkańców. 